# Safiya Burxonova
Safiya Kaimovna Burxonova (* 1. Dezember 1989) ist eine usbekische Leichtathletin, die sich auf das Kugelstoßen spezialisiert hat.

## Sportliche Laufbahn
Erste internationale Erfahrungen sammelte Safiya Burxonova im Jahr 2010, als sie bei den Asienspielen in Guangzhou mit einer Weite von 16,06 m den siebten Platz belegte. Im Jahr darauf erreichte sie bei den Asienmeisterschaften in Kōbe mit 16,33 m Rang vier und 2013 wurde sie bei den Asienmeisterschaften in Pune mit 16,49 m Fünfte. 2014 siegte sie bei den Hallenasienmeisterschaften in Hangzhou mit 16,80 m und belegte bei den Asienspielen im südkoreanischen Incheon mit 16,95 m den fünften Platz. 2016 gewann sie bei den Paralympics in Rio de Janeiro mit 15,05 m die Silbermedaille in der F12-Klasse hinter der Italienerin Assunta Legnante, wobei sie in der F12-Klasse einen offiziellen Weltrekord aufstellte.
In den Jahren 2013, 2016 und 2019 wurde Burhanova usbekische Meisterin im Kugelstoßen im Freien sowie 2013 auch in der Halle.

## Persönliche Bestleistungen
- Kugelstoßen: 17,44 m, 18. Juni 2012 in Almaty
  - Kugelstoßen (Halle): 16,80 m, 15. Februar 2014 in Hangzhou